# 加部安左衛門
加部 安左衛門（かべ やすざえもん）は、江戸時代、上野国吾妻郡大戸村（現・群馬県吾妻郡東吾妻町大戸）の豪農・加部家の当主が世襲した名跡。加部家は戦国時代後期の富沢掃部介常久を初代として、江戸時代には商業・金融・酒造・鉱山といった多角経営で財をなし、「一加部、二佐羽、三鈴木」として上州第一の分限者と言われた。特に幕末・明治時代の12代・加部安左衛門嘉重は俳人・加部琴堂として著名。通称加部安（かべやす）。

## 概要
加部家の先祖は平広常であると伝わる。初代・富沢掃部が永禄元年（1558年）に大戸に住んだことに始まると伝わり、4代目・小右衛門重常の時に大戸関所が設置されるにあたって関所役人に任じられたという。加部安左衛門重則は重常の次男であり、兄が関所役人を継いだのに対して農業を継いだが、その子孫は大戸村が関所が設けられるような信州街道・草津街道の要所であるという地理的利点を生かし、多様な業種に進出して上野国でも有数の富豪となった。
加部安が手がけた事業としては第一に繭・麻の仲買がある。上野国は養蚕が盛んで生糸の一大産地であり、吾妻郡も麻の産地として知られていた。これらを生産する農家は作付けを行う春先に資金が不足するため、加部安から借り入れを行って収穫時に金銭あるいは収穫物で返済を行う取引を盛んに行った。買い付け額は寛政元年（1789年）時点で繭2528両、麻1855両に及んでいる。次に、安永8年（1779年）に7代・重実が始めた酒造業がある。信州街道を通る上田藩・飯山藩の年貢米を原料とし、安永9年（1780年）には615石の酒造米で941両を売上げ、利益は317両であった。金融業については、安永8年（1779年）の出納帳によれば、岩鼻代官伊奈半左衛門に67両、松代城主松平采女正に300両、上田城主松平伊賀守に175両を貸し付けている。天保のころの持高は400石余で、土蔵7を有したという。
8代・光重は事業で築いた私財を拠出し、天明の大噴火や凶作・洪水で被害を受けた人々への救済事業を行っている。また10代・兼重は幕府の命令で足尾銅山の再建や江戸城改築に伴う用材調達にも携わっている。天保9年（1838年）には徳川家慶の将軍就任に伴う巡見使の宿泊も受け入れている。
また代々馬庭念流に入門して高弟に名を連ねており、大戸を中心とする地域に念流が広まることとなった。
しかし11代・重義のころから家運が傾きだす。12代・嘉重は俳人・琴堂として知られるものの、家業には疎く、横浜開港に伴い同地に出店するものの経営に失敗。1874年（明治7年）財産整理に至る。
加部家は大戸を離れ上田などに住むこととなったため、嘉重の娘の嫁ぎ先であった桐生の富豪・書上文左衛門が支援を行った。現在加部家の子孫は東京に住む。
現在東吾妻町大戸の国道406号沿いに残る屋敷跡や菩提寺大運寺の加部家墓所は「加部安左衛門関係遺跡」として町指定史跡となっている。

## 歴代
1. 富沢掃部介常久（ - 天正18年〈1590年〉[15][4][1][5]）
  - 永禄元年（1558年）に大戸三河守を頼って大戸に来住したという[4][5]。法名：積善院殿慶誉恢応居士[16][5]。
2. 富沢内蔵介常堯（ - 元和2年〈1616年〉[4][1][5]）
  - 掃部の次男で、兄大学が早世したため跡を継ぐ[16][1]。法名：具徳院歓誉浄喜居士[16][5]。
3. 加部八左衛門重国（ - 正保元年〈1644年〉[4][1][5]）
  - 大戸三河守の家臣・加部主水の次男で、内蔵介の娘婿となり跡を継いだという[16]。法名：舒証院念誉道玄居士[16][5]。
4. 加部小右衛門重常（ - 元禄11年〈1698年〉[4][5]）
  - 寛永8年（1631年）大戸関所が設置され、一場五郎左衛門・堀口利右衛門・田中四郎左衛門とともに関所役人になったとされる[17]。法名：法寿院清誉浄源居士[17][5]。
5. 加部安左衛門重則（ - 元禄15年〈1702年〉[15][4][1][18]）
  - 重常の次男。長男小右衛門重清が関所役人を継ぎ、重則は農業を継いだという[19][2]。元禄14年（1701年）に温川沿いの洞窟や岩陰に設けられた石造百所観音では、西国札所一番の寄進者となっており、信仰心の篤さを示している[18]。法名：浄照院廊誉醒閑居士[19][18]。
6. 加部安左衛門重行（ - 享保6年〈1721年〉[15][1][18]）
  - はじめて安左衛門を名乗った人物であるとされる[18]。法名：善生院暁誉寿天居士[19][18]。
7. 加部安左衛門重実（元禄12年〈1699年〉[20][21][22] - 天明7年〈1787年〉[15][4][21][1][22]）
  - 一法と号す[20][22]。農業に精励し酒造業・金融業を始めて富豪となった[20][21][22]。明和4年（1767年）に金6両3分で和時計を購入している[23][22]。法名：厳浄院説誉一法誠演居士[19][22]。
8. 加部安左衛門光重（寛保3年〈1743年〉[24][21][25] - 文化11年〈1814年〉[15][4][21][25]）
  - 喜翁と号す[24][21]。天明3年（1783年）天明の大噴火により被害を受けた吾妻郡の7か村180軒の罹災者の救済に47両を出す[24][25]。さらに翌4年（1784年）の凶作に金500両、米500石を出し、また同6年（1786年）の洪水にも金200両、米200石を出し救済にあたった[21]。加部安が大笹村の黒岩長左衛門・干俣村の干川小兵衛とともに被災者支援に取り組んだことは、『耳袋』にも見えている[1][26]。これにより幕府から銀10枚を与えられるとともに苗字帯刀を許された[24][26]。寛政8年（1796年）菩提寺である大運寺の本堂建立には100両を出している[27][25]。法名：最勝院蘊誉喜翁徳準居士[19][25]。
9. 加部十兵衛信安（ - 文政12年〈1829年〉[4][28]）
  - 岩井の伊能平治左衛門の次男で、光重の養子となる[19][28]。萩原進は信安が加部安左衛門を名乗っていないこと、次代の兼重は先代の光重の子であることから信安を歴代に含めない可能性を示している[1]。法名：慈譲院仁誉義全諦道居士[19][28]。
10. 加部安左衛門兼重（明和2年〈1765年〉[19] - 弘化3年〈1846年〉[15][4]）
  - 当時衰微していた足尾銅山の再建のために、幕府の命でほか5名の富豪とともに吹所世話役を勤める[27][29]。この6名は合わせて5千両を献納し、加部安はうち1千両を負担した[29]。さらに江戸城改築に伴う用材伐り出しを星野七郎左衛門とともに命じられている[27][30]。天保4年（1833年）に碓氷郡川浦山からのケヤキの伐り出しが命じられると翌年から作業に移り、天保6年（1835年）までかけてケヤキ3,485本、スギ4,680本、クリ840本、シオジ143本、カツラ87本、マツ31本の計9,266本を烏川を流して搬出した[30]。この様子は「川浦山御用木御伐出絵図」（高崎市指定重要文化財[31]、林業遺産[32]）に描かれる。この事業により加部安は「永永帯刀御免、弐人扶持より壱人扶持相増都合三人扶持孫代迄」の褒賞を与えられたものの、星野七郎右衛門とともに事業費の多額の持ち出しを余儀なくされた[30]。また兼重は大運寺山門前に「加部一法翁昭先碑」「加部喜翁墓表」の2碑を亀田鵬斎、太田錦城、市河米庵の揮毫によって建立している[27][33]。文政6年（1823年）には畔宇治神社に兼重と大戸村で燈籠一対（東吾妻町指定重要文化財[14]）を寄進しており、この書は天民こと大窪詩仏による[34]。法名：静観院浩誉清感良照居士[19][33]。
11. 加部安左衛門重義（しげのり）（文化元年〈1804年〉[19] - 文久2年〈1863年〉[4][1]）
  - 松井田の儘田家からの養子という[35][19][36]。放漫経営により経営が悪化したため、江戸へ出て商売を行おうとしたが上手くいかず、吉原で遊興にふけり家業を嘉重に譲り隠居したとされる[35][1][36]。また嘉永3年（1850年）に国定忠治が処刑されたのも大戸においてのことだが、重義は忠治と交流があったとも言われる[1]。法名：高勝院鳳誉徳山重義居士[19][36]。
12. 加部安左衛門嘉重（文政12年〈1829年〉 - 1894年〈明治27年〉）
  - 琴堂と号する。後述。
13. 加部晋太郎孝重（嘉永元年〈1848年〉[37][12] - 1895年〈明治28年〉[37][12]）
  - 慶応2年（1866年）[注釈 1]家督相続[39]。1874年（明治7年）家財を整理し信州上田へ移住[21]。法名：丹誠院報誉忠節孝重居士[37][12]。
14. 加部孝夫（1877年〈明治10年〉[37] - 1933年〈昭和8年〉[37][12]）
  - 書上商店貿易部に勤務[37][12]。法名：誠心院明誉春岳孝純居士[12]。
15. 加部秀重（1914年〈大正3年〉[40][41] - 2002年〈平成14年〉[40][41]）
  - 株式会社長谷川精鈑工場社長、目黒プレス株式会社社長[40]。勲五等双光旭日章受章[41]。法名：謙徳院秀誉浄心道淳居士[41]。

## 加部琴堂

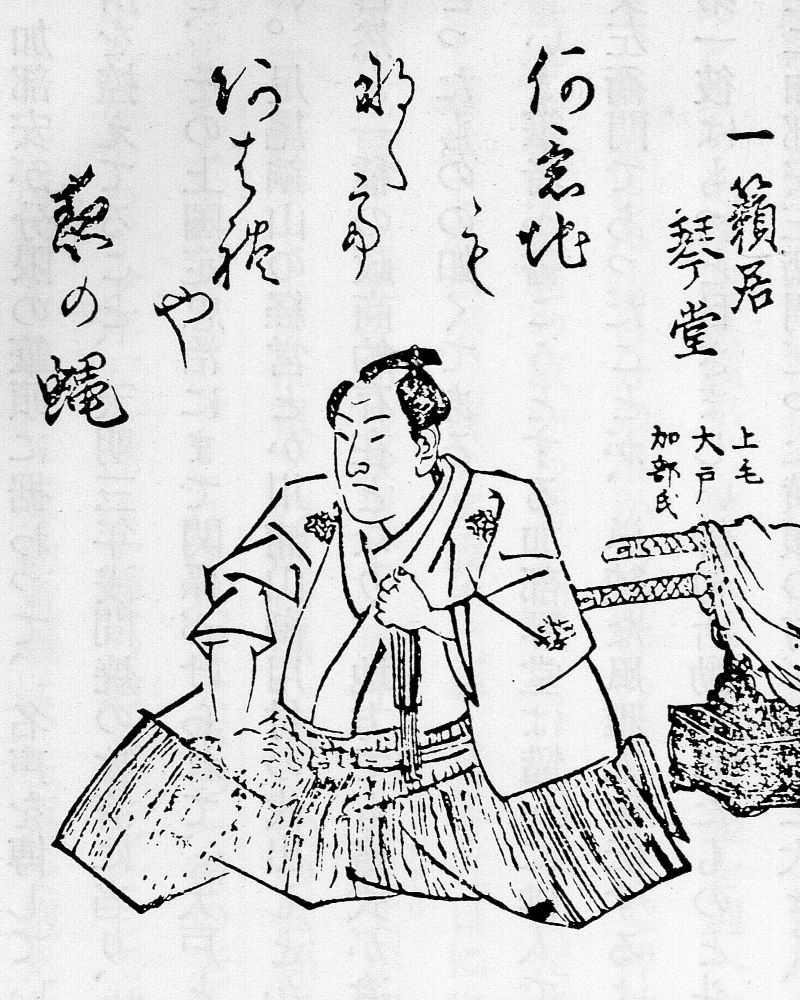
加部琴堂（群馬大学蔵俳帖より）

加部 琴堂（かべ きんどう、文政12年8月15日〈1829年9月12日〉 - 1894年〈明治27年〉5月9日）は加部安左衛門重義の長男で、加部家12代目を継いだ。名は嘉重、号に琴堂、一籟居（いちらいきょ）。幼名安十郎。
原町の儒学者・木村卓堂に入門。亀田綾瀬・橘守部といった学者に教えを受けたとも言われるが、疑問も呈されている。
俳諧では高崎の志倉西馬（惺庵）に師事。天保12年（1841年）畔宇治神社の奉納句会で「船はみな浮世離れし師走かな」と詠み入選。同年板鼻の『尚歯放生集』に「突出せば蛙居直る浮木かな」の句が始めて選集に入る。翌年師匠西馬が江戸に飛躍する記念句集に「手を出せば膝迄来るや雀の子」の句を載せている。安政5年（1858年）家督継承を記念し句集『穂長集』を出版する。同書の序は大沼枕山が書いている。ほかに『翫月紀行』『月まかせ』などの著書がある。
安政2年（1855年）より大戸村名主役。安政6年（1859年）に本宿の吉岡神社に木村卓堂やその門人とともに漢詩の奉納額を掲げている。
安政5年（1858年）に横浜が開港すると弁天通りに出店した。その規模は間口18間、奥行26間にも及ぶ広大なもので、「加部長屋」と称されたという。生糸・麻・金物・煙草・粉・荒物・水油・薬種・生蠟・瀬戸物・乾物・雑穀・呉服太物と多品目を取り扱ったが、営業は振るわず新事業は失敗に終わる。
慶応2年（1866年）に家督を長男・孝重に譲り、記彦に改名。
明治維新に際しては東山道総督府巡察使から吾妻郡取締役を命じられている。
1874年（明治7年）に家財を整理した後は板鼻や上田で余生を送り、最期は高崎で死去。
娘・のぶは桐生の素封家・10代書上文左衛門に嫁ぎ、その孫の12代書上文左衛門は群馬県会議員を務めた。